# Chrismopteryx politata
Chrismopteryx politata är en fjärilsart som beskrevs av Fletcher 1953. Chrismopteryx politata ingår i släktet Chrismopteryx och familjen mätare. Inga underarter finns listade i Catalogue of Life.